# Kei Uchiyama
Kei Uchiyama (japanisch 内山 圭 Uchiyama Kei; * 19. Juli 1993 in Kamakura, Präfektur Kanagawa) ist ein japanischer Fußballspieler.

## Karriere
Kei Uchiyama erlernte das Fußballspielen in den Jugendmannschaften des FC Hongo, den Yokohama F. Marinos und Kawasaki Frontale, sowie in der Universitätsmannschaft der Tōkai-Universität. Seinen ersten Vertrag unterschrieb der Torwart am 1. Februar 2016 bei Tōkyō Musashino United FC. Der Verein aus Musashino spielte in der vierten Liga, der Japan Football League. Hier kam er einmal zum Einsatz. Amg 20. Juli 2017 wechselte er zu Roasso Kumamoto. Der Verein, der in der Präfektur Kumamoto beheimatet ist, spielte in der zweiten japanischen Liga, der J2 League. Ende 2018 stieg er mit dem Verein in die dritte Liga ab. 2021 feierte er mit Kumamoto die Meisterschaft der dritten Liga und den Aufstieg in die zweite Liga. Für Kumamoto stand er 36-mal in der Liga zwischen den Pfosten. Nach dem Aufstieg verließ er Kumamoto und wechselte im Januar 2022 zum Drittligisten Fujieda MYFC. Am Ende der Saison 2022 feierte er mit dem Verein die Vizemeisterschaft und den Aufstieg in die zweite Liga. Für den Klub aus Fujieda stand er 34-mal zwischen den Pfosten. Im Januar 2023 nahm ihn der Erstligist Sagan Tosu aus Tosu unter Vertrag. In der Saison 2023 kam er jedoch nicht zum Einsatz. Am 1. Februar 2024 wechselte er auf zu seinem ehemaligen Verein Fujieda MYFC. Hier bestritt er neun Ligaspiele. Nach der Ausleihe kehrte er im Januar 2025 nach Tosu zurück.

## Erfolge
Roasso Kumamoto
- Japanischer Drittligameister: 2021  ▲

Fujieda MYFC
- Japanischer Drittligavizemeister: 2022  ▲